# Kimberly-Clark
Kimberly-Clark Corporation is een Amerikaanse multinational opgericht in 1872 en actief in twee segmenten: Kimberly-Clark Consumer (KCC) en Kimberly-Clark Professional (KCP). De wereldwijde jaaromzet was in 2022 $ 20,1 miljard. De producten worden verkocht in 176 landen en KC heeft locaties in 63 landen. De onderneming is genoteerd aan de Amerikaanse New York Stock Exchange en is opgenomen in de beursindex S&P 500. Het wereldwijd aantal werknemers was in 2021 ruim 46.000.  
Kimberly-Clark Consumer is in Nederland en België samengevoegd in een Benelux organisatie met een sales & marketing kantoor in Ede (NL) en Brussel (BE).

## Duurzaamheid
Duurzaamheid is van grote waarde voor Kimberly-Clark. Elk jaar brengt het bedrijf een duurzaamheidsrapport uit wat publiek inzichtelijk is, met een overzicht van alle ontwikkelingen en initiatieven die het bedrijf nastreeft op dit gebied.

## Belangrijkste merken (KC Consumer)
- Page (toiletpapier en vochtig toiletpapier)
- Popla (toiletpapier)
- Kleenex (papieren zakdoekjes & tissues)
- Kotex (dameshygiëneproducten)
- Huggies (wegwerpluiers en babydoekjes)
- Huggies Little Swimmers (zwemluiers)
- DryNites (bedplasbroekjes voor kinderen tussen 3 en 15 jaar)
- Depend (incontinentiemateriaal)